# Tadeusz Fijas
Tadeusz Fijas (* 1960) ist ein ehemaliger polnischer Skispringer.

## Werdegang
Auf nationaler Ebene konnte Fijas lediglich einmal den Meistertitel gewinnen. Dies gelang ihm 1982 im Team mit Jan Łoniewski, Jarosław Mądry und Andrzej Kowalski für WKS Zakopane. Bei den Einzelwettbewerben wurde er dreimal Vizemeister und einmal Dritter.
Fijas gab sein internationales Debüt bei der Nordischen Skiweltmeisterschaft 1985 in Seefeld. Dabei sprang er auf der Normalschanze auf den 55. und auf der Großschanze auf den 60. Platz. Nach der Weltmeisterschaft wurde er für das Skifliegen am 23. Februar 1985 in Harrachov nominiert. Dabei erreichte er mit dem 3. Platz seine einzige Podiumsplatzierung. Damit konnte er zudem 15 Weltcup-Punkte gewinnen und beendete die Weltcup-Saison 1984/85 gemeinsam mit Trond Jøran Pedersen auf Platz 40. in der Weltcup-Gesamtwertung.

## Persönliches
Tadeusz ist der jüngere Bruder des Skispringers Piotr Fijas.